# Carolin Leonhardt
Carolin Leonhardt (født 22. november 1984 i Lampertheim) er en tysk tidligere kajakroer, som var specialiseret i sprint og deltog for Tyskland i to sommer-OL.
Leonhardt havde succes som junior, hvor hun som syttenårig blev verdensmester i firerkajak på 500 m og toerkajak på 1000 m.
I 2004 vandt hun to medaljer ved EM, og hun var med OL i Athen samme år i firer- og toerkajak på 500 m. I firerkajakken roede hun sammen med Maike Nollen, Katrin Wagner samt veteranen Birgit Fischer (der her deltog for sjette og sidste gang i et OL), og efter at have vundet deres indledende heat sikrede tyskerne sig guldmedaljer ved i finalen at besejre ungarerne med blot 0,196 sekund, mens Ukraine på tredjepladsen var næsten et sekund længere tilbage. I toerkajakken roede hun sammen med Fischer, og duoen vandt sikkert deres indledende heat. I finalen kunne de dog ikke følge med ungarerne Katalin Kovács og Natasa Janics, der sikrede sig guldet foran Fischer og Leonhardt, mens polakkerne Aneta Pastuszka og Beata Sokołowska-Kulesza blev nummer tre.
De følgende år hentede hun en række EM- og VM-medaljer, og hun skulle også med til OL 2008 i Beijing, men hun blev syg nogle dage før konkurrencerne fandt sted, så tyskerne erstattede hende i fireren med Conny Wassmuth og genvandt deres OL-guld uden Leonhardt.
Ved OL 2012 i London var hun klar igen og var med i fireren, der derudover havde Franziska Weber, Katrin Wagner-Augustin og Tina Dietze om bord. Tyskerne vandt deres indledende heat klart. I finalen roede de en anelse hurtigere, men blev besejret af ungarerne, mens de akkurat holdt sig foran Belarus, der fik bronze.
Hun indstillede karrieren i 2016 efter flere skader og efter at det ikke var lykkedes hende at kvalificere sig til OL i Rio de Janeiro. Hun er i sit arbejdsliv politimester.